# Route nationale 39
Die Route nationale 39, kurz N 39 oder RN 39, war eine französische Nationalstraße.

## Geschichte
Die Straße verband ab 1824 Trembloi-lès-Rocroi mit Montreuil-sur-Mer und geht auf die Route impériale 49 zurück. Ihre Länge betrug 220 Kilometer. 1973 wurde der Abschnitt von Trembloi-lès-Rocroi bis Cambrai von der Nationalstraße 43 übernommen, der Abschnitt von Cambrai bis zur Abfahrt 15 der Autobahn 1 herabgestuft, sowie über die Nationalstraße 318 bis nach Le Touquet verlängert:
- N 39 A1 (östlich von Arras) - Montreuil
- N 318 Montreuil - Le Touquet

Durch den Bau von parallel laufenden Schnellstraßen in den 1990ern erfolgte auf einigen Abschnitten die Herabstufung der ursprünglichen Trasse. Eine dieser Schnellstraßen verläuft zwischen Le Parcq und einer Straßenkreuzung mit der Nationalstraße 1 bei Campigneulles-les-Petites. Diese wurde bis zur Fertigstellung und Übernahme durch die N 39 als Nationalstraße 439 ausgeschildert. Heute wird dieser Abschnitt als Départementsstraße 939 beschildert. 2006 erfolgte die Herabstufung der N 39 auf voller Länge.

## Seitenäste

### N 39a
Die Route nationale 39A, kurz N 39A oder RN 39A, war von 1933 bis 1973 ein Seitenast der N 39, der innerhalb von Cambrai die Innenstadt nördlich und östlich umlief. 1933 war diese Straße kurzzeitig Teil der N342A. Die Straße wurde 1978 auf die neue Führung der Nationalstraßen 30 und 43 aufgeteilt. Seit 2006 sind beide Teile abgestuft.